# Siriella paulsoni
Siriella paulsoni är en kräftdjursart som beskrevs av Robby August Kossmann 1877. Siriella paulsoni ingår i släktet Siriella och familjen Mysidae. Inga underarter finns listade i Catalogue of Life.